# Świętajno (powiat olecki)
Świętajno (niem. Schwentainen) – wieś w Polsce położona w województwie warmińsko-mazurskim, w powiecie oleckim, w gminie Świętajno.
W latach 1975–1998 miejscowość należała administracyjnie do województwa suwalskiego.
Położona jest nad brzegami jeziora Świętajno i Jeziora Mulistego.
Nazwa wsi wywodzi się od jaćwieskiej włości Sentane, położonych nad jeziorem. Część wsi stanowiły niegdyś samodzielne miejscowości i osady: Grądy (mały majątek ziemski), Rogowszczyzna i Luisenhof.
W Świętajnie mieści się siedziba władz samorządowych i innych instytucji potrzebnych do funkcjonowania społeczności lokalnej takich jak bank spółdzielczy, ośrodek zdrowia, lecznica dla zwierząt, urząd pocztowy, posterunek policji, oraz gminny ośrodek kultury.
Władze gminy wykazują dużą dbałość o środowisko naturalne i rozbudowę infrastruktury. Już od kilku lat wydatkuje się znaczne sumy na te cele. Wybudowano m.in. oczyszczalnię ścieków w Świętajnie, kotłownię olejową w szkole podstawowej, skanalizowano miejscowości Świętajno i Sulejki.

## Historia
Wieś założona na prawie chełmińskim 16 marca 1554 na 40 włókach. Wtedy to starosta książęcy, Krzysztof Glaubitz, sprzedał Szczepanowi Kowalowi 4 włóki sołeckie w celu założenia wsi czynszowej.
W 1577 roku powstała parafia ewangelicka, nieco później zbudowano kościół i uruchomiono szkołę. Ostatni budynek trzyklasowej szkoły zbudowany został około 1860 roku. Wieś przez długie lata zamieszkana wyłącznie przez ludność polskiego pochodzenia. W miejscowym kościele nabożeństwa odprawiano po polsku jeszcze na początku XX wieku (według relacji Elizy Alexy). Tu urodził się ks. Marcin Zygmunt Zieleński, polski duszpasterz luterański w Królewcu i wydawca pism religijnych.
W 1938 we wsi było 761 mieszkańców. Był tu urząd pocztowy, urząd stanu cywilnego, posterunek żandarmerii, stacja kolejki wąskotorowej, młyn elektryczny, 3 karczmy, apteka, pracował lekarz oraz kilku rzemieślników.
Obecnie mieszka tu ok. 1500 osób.

### Zabytki i atrakcje
Do najciekawszych obiektów zabytkowych znajdujących się na terenie gminy należy zaliczyć:
- Kościół pw. Matki Boskiej Częstochowskiej w Cichym pochodzący jeszcze z XVI wieku przebudowany w I poł. XVIII wieku. Na uwagę zasługuje znajdujący się w tym kościele ołtarz z gotyckim pochodzącym z XVI wieku tryptykiem św. Agnieszki;
- kościół z końca XIX w. pw. Matki Bożej Szkaplerznej w Świętajnie, neogotycki, trzynawowy o stylizowanym wystroju, ołtarz główny eklektyczny[6],
- pałac w Dunajku,
- dworek w Połomie,
- park dworski w Rogowszczyźnie
- park dworski w Cichym,
- kurhan Jaćwingów z pozostałościami po zamczysku w okolicy jeziora Stopki w Dybowie.